# Linzoáin
Linzoáin (Lintzoain en euskera y de forma oficial) es una localidad española y un concejo de la Comunidad Foral de Navarra perteneciente al municipio de Erro del cual es su capital. Se encuentra situada en la Merindad de Sangüesa, en la comarca de Auñamendi y a 33,0 km de la capital de la comunidad, Pamplona. Su superficie es de 6,5 km² y su densidad de población es de 305 habitantes, según INE (Instituto nacional de Estadística) en 2016.
El pueblo tiene 41 casas, un frontón y un parque. Es un pueblo pintoresco.

## Toponimia
Según Mikel Belasko, el nombre de Linzoáin [Li(n)zo- + -ain] procede de que la localidad era propiedad de una persona. La persona se llamaría Li(n)zo, o algo parecido, y la terminación -ain (sufijo que indica propiedad). Según Julio Caro Baroja, aunque con muchas dudas, Li(n)zo, hace referencia al nombre de persona Linteus.
Según Arturo Campión, el nombre Linzoáin, está relacionado con las voces vascas linzur, que significa ‘paraje aguanoso’ y linzu, que significa ‘musgo, verdoso’. También lo relaciona con ‘alto del aguazal’.
Según Benito Urtasun, los peregrinos extranjeros, en el siglo XIII, llamaron a Linzoáin Mauburguet, que significa ‘villa mala’, en contraposición al Burgo de Roncesvalles.[cita requerida]
El nombre de Linzoáin ha sufrido varias modificaciones a lo largo de los años. Tales son como Linçoayn (1245, 1268, 1366, 1532, 1591), Linçoan (1274, 1278), Linçoahn (1274, 1278), Liçasoayn (1280), Liçoayn (1267, 1280) o Liçoain (1267, 1280).

## Geografía
La localidad de Linzoáin está situada en la margen derecha del río Erro a una altitud de 750 m s. n. m. Está situado en un pequeño valle dentro del Valle de Erro. Lintzoain está protegido por varios montes formando una «C». Esos montes son: al norte Astobia (1106 msnm), Bagoandieta (1110 msnm), Mearondo (1086 msnm) y Tiratún (1235 msnm). Al este Zangurrieta (861 msnm). A sur el valle continúa hacia el Valle de Erro y al oeste están El Fuerte (870 msnm) e Izaurgi (864 msnm). Dos arroyos atraviesan la localidad. Son el Ipete y el Ipetelar. El arroyo Ipete nace entre los montes El Fuerte, Astobia e Izaurgi. Desciende por unos pastizales hasta llegar a un pequeño hayedo, donde se junta con el arroyo Ipetelar, proveniente de entre los montes Bagoandieta, Mearondo y Zangurrieta, para fusionarse con éste, atravesar la localidad y llegar hasta el río Erro, al sur del Zangurrieta.
| Noroeste: Baztán y Eugi  | Norte: Urepel y Banca   | Nordeste: Roncesvalles y Burguete |
| Oeste: Cilveti y Urtasun |                         | Este: Espinal y Mezquíriz         |
| Suroeste: Saigós y Erro  | Sur: Aincioa y Olóndriz | Sureste: Viscarret y Esnoz        |

### Calles
La localidad lintzoaindarra está dividida en dos burgos: el de arriba y el de abajo. En el de abajo se encuentran el bar, el frontón y el parque. En el de arriba la iglesia y el cementerio. La calle principal es la Calle de San Saturnino (Done Saturdiko Kalea en euskera). En el burgo de abajo también se encuentra el Camino Zangurrieta (también conocido como Carretil y NA-2584), que es la carretera de acceso a la localidad por el burgo de abajo. También están el Camino de los Tres Árboles, que sube a los montes Astobia, Bagoandieta, Mearondo y Tiratún y el Camino de Echondo (Etxondoko Bidea), que sube a Zubiri por el Camino de Santiago. En el barrio de arriba sigue la Calle de San Saturnino, y también está el Camino de Ekain (Ekaingo Bidea), que sube a Zubiri también.

### Camino de Santiago
El Camino de Santiago transcurre por el burgo de abajo. Llega por una pista desde Viscarret-Guerendiáin, y se incorpora a la calle y sale del pueblo. Después de subir unos 300 m más, llega a un cruce, de donde parte hacia el Alto de Erro en dirección Zubiri y Pamplona.

### Distancias
Está situado a 8,4 km de Aincioa, a 10,4 km de Ardaiz, a 2,1 km de Viscarret, a 12,3 km de Burguete, a 6,3 km de Esnoz, a 8,4 km de Espinal, a 3,8 km de Erro, a 18,7 km de Eugi, a 7,5 km de Loizu, a 4,7 km de Mezquíriz, a 4,7 km de Olóndriz, a 33,3 km de Pamplona, a 14,9 km de Roncesvalles, a 7,5 km de Sorogain, a 3,9 km de Ureta, a 6,7 km de Urniza, a 14,2 km de Cilveti y a 12,7 km de Zubiri.

### Clima
Verde, húmedo, frío, cubierto de nieblas en otoño, Por otro lado, el paso de parte de las nieblas procedentes del Norte, alimenta la humedad ambiental de la zona, muchas veces en forma de sirimiri.
Es un lugar donde abundan las lluvias y las nieves, y donde el invierno es duro y el rocío y la escarcha cubren a menudo los campos.
El agua es abundante tanto en los arroyos como en las lluvias.

### Flora
El haya, el pino silvestre y el roble son las especies predominantes en toda la flora de Linzoáin.
Excepcionales muestras de estos frondosos bosques se pueden encontrar en el Quinto Real o en Sorogain. En estos bosques podemos encontrar amplias zonas de tejo, serbal, arce, roble, boj, acebo, castaño, fresno, chopo y frutales.

### Fauna
En cuanto a la fauna cabe destacar las siguientes especies mamíferas: ciervo, corzo, jabalí y zorro. Dentro de las aves están el águila real, el águila culebrera, el milano real, el milano negro, el buitre y el quebrantahuesos.

## Cultura

### Fiestas
Celebra las fiestas el primer fin de semana de septiembre, en honor a su patrón, San Saturnino. En cuanto a los carnavales, los iautreak, no pasan del campo cada vez más impreciso del recuerdo. La celebración del domingo de carnaval no principiaba hasta la tarde, que era cuando los jóvenes acudían a la taberna, entre los cuales figuraban unos pocos disfrazados o «moxorrotuek», y se aprestaban para pedir de casa en casa. En este menester les acompañaba un acordeonista. En el umbral de las casas saludaban al canto de: «Iautre koxkote, txerri txar bat il duzie, eta orain main duzie txingar puxkat edo arrotze zenbait». Con el beneficio de la «puska biltzea» o petición, sin aditamento de postre, café y copas, la cuadrilla cenaba en la posada. El acordeonista alegraba la sobremesa de los jóvenes, que derivaba en baile o dantza. La ronda por las calles que seguía a la velada en la taberna cerraba por lo general el Iautre Igandea. La fiesta del martes de carnaval daba comienzo al anochecer y los jóvenes repetían el del domingo. Los pastores postulaban también. A éstos que no se disfrazaban, se les obsequiaba de igual manera que a los jóvenes. En estos últimos años, el Iautre Asteartia por la mañana andan en cuestación los niños. No se disfrazan y van sin música; pero no olvidan la cesta. Actualmente, se siguen celebrando, pero empiezan a la mañana, y los niños, disfrazados, acompañados de un acordeonista, van cantando la canción Iautre koxkote y, los dueños de las casas les dan, o dinero, o huevos. El dinero se emplea para la comida que se celebra después de todo el recorrido en el bar. Los huevos se utilizan para venderlos, y ganar un poco de dinero para el pueblo.

### Turismo

#### Casas rurales
| Nombre          | Barrio | Ubicación               | Valoración | Plazas |
| --------------- | ------ | ----------------------- | ---------- | ------ |
| Primorena Txiki | ABAJO  | Camino Zangurrieta, 9   | 9,5/10     | 6      |
| Etxeberria I    | ABAJO  | Calle San Saturnino, 16 | 10/10      | 4      |
| Etxeberria II   | ABAJO  | Calle San Saturnino, 16 | 10/10      | 4      |
| Montxaña I      | ARRIBA | Ekaingo Bidea, 30       | 9,3/10     | 4      |
| Montxaña II     | ARRIBA | Ekaingo Bidea, 30       | 9,3/10     | 4      |
| Ekain           | ARRIBA | Ekaingo Bidea, 32       | 10/10      | 4      |

#### Apartamentos
| Nombre    | Barrio | Ubicación           | Valoración | Plazas |
| --------- | ------ | ------------------- | ---------- | ------ |
| Ernautena | ABAJO  | Etxondoko Bidea, 44 | 9/10       | 16     |

### Patrimonio

#### Monumentos religiosos
En la localidad se encuentra la Iglesia parroquial de San Saturnino cuyo origen se remonta al siglo XIII, habiendo sufrido modificaciones en el siglo XVI. Es un edificio románico  formado por una sola nave con cabecera de testero recto. Tiene una torre campanario de planta cuadrada sobre el primer tramo de la nave.

#### Monumentos hidráulicos
En Linzoáin hay dos fuentes. El aska, ubicada en el barrio de Abajo junto al frontón, que es abastecida por agua de manantial proveniente del Tiratún. También está la de arriba, coloquialmente conocida como "la de la iglesia" o "la de los cabezones".

#### Monumentos de ocio
La localidad lintzoaindarra posee un gran frontón en el barrio de abajo. El frontón se llama Errekalde, y tiene 20 m de largo por 10 de ancho.